# 에리트레아 축구 국가대표팀
에리트레아 축구 국가대표팀(티그리냐어: ጋንታ ኩዕሶ እግሪ አርትራ)은 에리트레아를 대표하는 축구 국가대표팀으로 에리트레아 축구 연맹에서 관리한다. 아프리카 축구 최약체이자 세계 축구 변방으로 평가되는 팀들 중 하나로 홈 구장은 키케로 경기장이며 홍해 낙타들(Red Sea Camels)이라는 별명을 가지고 있으며 1991년 수단과의 경기에서 A매치 데뷔전을 치렀다.

## 개요
1993년 에티오피아로부터 독립한 후 한때 FIFA 랭킹 132위를 차지했던 적도 있었고 그 이후에도 꾸준히 하락하면서 2018년 6월 피파랭킹이 공동 꼴찌로 떨어지기도 했으며 지부티, 소말리아 등과 더불어 아프리카 뿐만 아니라 전 세계에서도 최약체이며 현재는 FIFA 랭킹에도 이름을 올리지 못하고 있다.

## 국제 대회 경력

### FIFA 월드컵
2002년 FIFA 월드컵 아프리카 지역 예선을 시작으로 2022년 FIFA 월드컵 아프리카 지역 예선까지 5번의 월드컵 아프리카 지역 예선에 참가하여 통산 10경기에서 단 1승도 없이 3무 7패에 그치고 있다.

### 아프리카 네이션스컵
월드컵과 마찬가지로 아프리카 네이션스컵 본선 경험도 전무하며 그나마 2008년 아프리카 네이션스컵 예선 6경기에서 2승 3무 1패로 앙골라에 이어 6조 2위를 기록하며 에리트레아 축구 역사상 아프리카 네이션스컵 예선 역대 최고 성적을 거두었고 2000년 아프리카 네이션스컵 예선에서도 본선에 가장 근접한 성적을 남겼다.

### 세카파컵
39번의 세카파컵 대회 중 12번의 대회에 출전하여 2019년 대회에서 준우승을 차지하면서 모든 국제 대회를 통틀어 가장 좋은 성적을 남겼다.

## FIFA 월드컵 (본선)
| 년도   | 결과                          | 순위                          | 경기                          | 승                            | 무*                           | 패                            | 득점                          | 실점                          | 승점                          |
| ------ | ----------------------------- | ----------------------------- | ----------------------------- | ----------------------------- | ----------------------------- | ----------------------------- | ----------------------------- | ----------------------------- | ----------------------------- |
| 1930년 | 독립 이전 (에티오피아의 지배) | 독립 이전 (에티오피아의 지배) | 독립 이전 (에티오피아의 지배) | 독립 이전 (에티오피아의 지배) | 독립 이전 (에티오피아의 지배) | 독립 이전 (에티오피아의 지배) | 독립 이전 (에티오피아의 지배) | 독립 이전 (에티오피아의 지배) | 독립 이전 (에티오피아의 지배) |
| 1934년 | 독립 이전 (에티오피아의 지배) | 독립 이전 (에티오피아의 지배) | 독립 이전 (에티오피아의 지배) | 독립 이전 (에티오피아의 지배) | 독립 이전 (에티오피아의 지배) | 독립 이전 (에티오피아의 지배) | 독립 이전 (에티오피아의 지배) | 독립 이전 (에티오피아의 지배) | 독립 이전 (에티오피아의 지배) |
| 1938년 | 독립 이전 (에티오피아의 지배) | 독립 이전 (에티오피아의 지배) | 독립 이전 (에티오피아의 지배) | 독립 이전 (에티오피아의 지배) | 독립 이전 (에티오피아의 지배) | 독립 이전 (에티오피아의 지배) | 독립 이전 (에티오피아의 지배) | 독립 이전 (에티오피아의 지배) | 독립 이전 (에티오피아의 지배) |
| 1950년 | 독립 이전 (에티오피아의 지배) | 독립 이전 (에티오피아의 지배) | 독립 이전 (에티오피아의 지배) | 독립 이전 (에티오피아의 지배) | 독립 이전 (에티오피아의 지배) | 독립 이전 (에티오피아의 지배) | 독립 이전 (에티오피아의 지배) | 독립 이전 (에티오피아의 지배) | 독립 이전 (에티오피아의 지배) |
| 1954년 | 독립 이전 (에티오피아의 지배) | 독립 이전 (에티오피아의 지배) | 독립 이전 (에티오피아의 지배) | 독립 이전 (에티오피아의 지배) | 독립 이전 (에티오피아의 지배) | 독립 이전 (에티오피아의 지배) | 독립 이전 (에티오피아의 지배) | 독립 이전 (에티오피아의 지배) | 독립 이전 (에티오피아의 지배) |
| 1958년 | 독립 이전 (에티오피아의 지배) | 독립 이전 (에티오피아의 지배) | 독립 이전 (에티오피아의 지배) | 독립 이전 (에티오피아의 지배) | 독립 이전 (에티오피아의 지배) | 독립 이전 (에티오피아의 지배) | 독립 이전 (에티오피아의 지배) | 독립 이전 (에티오피아의 지배) | 독립 이전 (에티오피아의 지배) |
| 1962년 | 독립 이전 (에티오피아의 지배) | 독립 이전 (에티오피아의 지배) | 독립 이전 (에티오피아의 지배) | 독립 이전 (에티오피아의 지배) | 독립 이전 (에티오피아의 지배) | 독립 이전 (에티오피아의 지배) | 독립 이전 (에티오피아의 지배) | 독립 이전 (에티오피아의 지배) | 독립 이전 (에티오피아의 지배) |
| 1966년 | 독립 이전 (에티오피아의 지배) | 독립 이전 (에티오피아의 지배) | 독립 이전 (에티오피아의 지배) | 독립 이전 (에티오피아의 지배) | 독립 이전 (에티오피아의 지배) | 독립 이전 (에티오피아의 지배) | 독립 이전 (에티오피아의 지배) | 독립 이전 (에티오피아의 지배) | 독립 이전 (에티오피아의 지배) |
| 1970년 | 독립 이전 (에티오피아의 지배) | 독립 이전 (에티오피아의 지배) | 독립 이전 (에티오피아의 지배) | 독립 이전 (에티오피아의 지배) | 독립 이전 (에티오피아의 지배) | 독립 이전 (에티오피아의 지배) | 독립 이전 (에티오피아의 지배) | 독립 이전 (에티오피아의 지배) | 독립 이전 (에티오피아의 지배) |
| 1974년 | 독립 이전 (에티오피아의 지배) | 독립 이전 (에티오피아의 지배) | 독립 이전 (에티오피아의 지배) | 독립 이전 (에티오피아의 지배) | 독립 이전 (에티오피아의 지배) | 독립 이전 (에티오피아의 지배) | 독립 이전 (에티오피아의 지배) | 독립 이전 (에티오피아의 지배) | 독립 이전 (에티오피아의 지배) |
| 1978년 | 독립 이전 (에티오피아의 지배) | 독립 이전 (에티오피아의 지배) | 독립 이전 (에티오피아의 지배) | 독립 이전 (에티오피아의 지배) | 독립 이전 (에티오피아의 지배) | 독립 이전 (에티오피아의 지배) | 독립 이전 (에티오피아의 지배) | 독립 이전 (에티오피아의 지배) | 독립 이전 (에티오피아의 지배) |
| 1982년 | 독립 이전 (에티오피아의 지배) | 독립 이전 (에티오피아의 지배) | 독립 이전 (에티오피아의 지배) | 독립 이전 (에티오피아의 지배) | 독립 이전 (에티오피아의 지배) | 독립 이전 (에티오피아의 지배) | 독립 이전 (에티오피아의 지배) | 독립 이전 (에티오피아의 지배) | 독립 이전 (에티오피아의 지배) |
| 1986년 | 독립 이전 (에티오피아의 지배) | 독립 이전 (에티오피아의 지배) | 독립 이전 (에티오피아의 지배) | 독립 이전 (에티오피아의 지배) | 독립 이전 (에티오피아의 지배) | 독립 이전 (에티오피아의 지배) | 독립 이전 (에티오피아의 지배) | 독립 이전 (에티오피아의 지배) | 독립 이전 (에티오피아의 지배) |
| 1990년 | 독립 이전 (에티오피아의 지배) | 독립 이전 (에티오피아의 지배) | 독립 이전 (에티오피아의 지배) | 독립 이전 (에티오피아의 지배) | 독립 이전 (에티오피아의 지배) | 독립 이전 (에티오피아의 지배) | 독립 이전 (에티오피아의 지배) | 독립 이전 (에티오피아의 지배) | 독립 이전 (에티오피아의 지배) |
| 1994년 | 독립 이전 (에티오피아의 지배) | 독립 이전 (에티오피아의 지배) | 독립 이전 (에티오피아의 지배) | 독립 이전 (에티오피아의 지배) | 독립 이전 (에티오피아의 지배) | 독립 이전 (에티오피아의 지배) | 독립 이전 (에티오피아의 지배) | 독립 이전 (에티오피아의 지배) | 독립 이전 (에티오피아의 지배) |
| 1998년 | 비회원국                      | 비회원국                      | 비회원국                      | 비회원국                      | 비회원국                      | 비회원국                      | 비회원국                      | 비회원국                      | 비회원국                      |
| 2002년 | 예선 탈락                     | 예선 탈락                     | 예선 탈락                     | 예선 탈락                     | 예선 탈락                     | 예선 탈락                     | 예선 탈락                     | 예선 탈락                     | 예선 탈락                     |
| 2006년 | 예선 탈락                     | 예선 탈락                     | 예선 탈락                     | 예선 탈락                     | 예선 탈락                     | 예선 탈락                     | 예선 탈락                     | 예선 탈락                     | 예선 탈락                     |
| 2010년 | 기권                          | 기권                          | 기권                          | 기권                          | 기권                          | 기권                          | 기권                          | 기권                          | 기권                          |
| 2014년 | 예선 탈락                     | 예선 탈락                     | 예선 탈락                     | 예선 탈락                     | 예선 탈락                     | 예선 탈락                     | 예선 탈락                     | 예선 탈락                     | 예선 탈락                     |
| 2018년 | 예선 탈락                     | 예선 탈락                     | 예선 탈락                     | 예선 탈락                     | 예선 탈락                     | 예선 탈락                     | 예선 탈락                     | 예선 탈락                     | 예선 탈락                     |
| 2022년 | 예선 탈락                     | 예선 탈락                     | 예선 탈락                     | 예선 탈락                     | 예선 탈락                     | 예선 탈락                     | 예선 탈락                     | 예선 탈락                     | 예선 탈락                     |
| 2026년 | 기권                          | 기권                          | 기권                          | 기권                          | 기권                          | 기권                          | 기권                          | 기권                          | 기권                          |
| 합계   |                               |                               |                               |                               |                               |                               |                               |                               |                               |

### FIFA 월드컵 (예선)
| 1930년 | 독립 이전 (에티오피아의 지배)                 | 독립 이전 (에티오피아의 지배)                 | 독립 이전 (에티오피아의 지배)                 | 독립 이전 (에티오피아의 지배)                 | 독립 이전 (에티오피아의 지배)                 | 독립 이전 (에티오피아의 지배)                 | 독립 이전 (에티오피아의 지배)                 |                                               |                                               |
| 1934년 | 독립 이전 (에티오피아의 지배)                 | 독립 이전 (에티오피아의 지배)                 | 독립 이전 (에티오피아의 지배)                 | 독립 이전 (에티오피아의 지배)                 | 독립 이전 (에티오피아의 지배)                 | 독립 이전 (에티오피아의 지배)                 | 독립 이전 (에티오피아의 지배)                 |                                               |                                               |
| 1938년 | 독립 이전 (에티오피아의 지배)                 | 독립 이전 (에티오피아의 지배)                 | 독립 이전 (에티오피아의 지배)                 | 독립 이전 (에티오피아의 지배)                 | 독립 이전 (에티오피아의 지배)                 | 독립 이전 (에티오피아의 지배)                 | 독립 이전 (에티오피아의 지배)                 |                                               |                                               |
| 1950년 | 독립 이전 (에티오피아의 지배)                 | 독립 이전 (에티오피아의 지배)                 | 독립 이전 (에티오피아의 지배)                 | 독립 이전 (에티오피아의 지배)                 | 독립 이전 (에티오피아의 지배)                 | 독립 이전 (에티오피아의 지배)                 | 독립 이전 (에티오피아의 지배)                 |                                               |                                               |
| 1954년 | 독립 이전 (에티오피아의 지배)                 | 독립 이전 (에티오피아의 지배)                 | 독립 이전 (에티오피아의 지배)                 | 독립 이전 (에티오피아의 지배)                 | 독립 이전 (에티오피아의 지배)                 | 독립 이전 (에티오피아의 지배)                 | 독립 이전 (에티오피아의 지배)                 |                                               |                                               |
| 1958년 | 독립 이전 (에티오피아의 지배)                 | 독립 이전 (에티오피아의 지배)                 | 독립 이전 (에티오피아의 지배)                 | 독립 이전 (에티오피아의 지배)                 | 독립 이전 (에티오피아의 지배)                 | 독립 이전 (에티오피아의 지배)                 | 독립 이전 (에티오피아의 지배)                 |                                               |                                               |
| 1962년 | 독립 이전 (에티오피아의 지배)                 | 독립 이전 (에티오피아의 지배)                 | 독립 이전 (에티오피아의 지배)                 | 독립 이전 (에티오피아의 지배)                 | 독립 이전 (에티오피아의 지배)                 | 독립 이전 (에티오피아의 지배)                 | 독립 이전 (에티오피아의 지배)                 |                                               |                                               |
| 1966년 | 독립 이전 (에티오피아의 지배)                 | 독립 이전 (에티오피아의 지배)                 | 독립 이전 (에티오피아의 지배)                 | 독립 이전 (에티오피아의 지배)                 | 독립 이전 (에티오피아의 지배)                 | 독립 이전 (에티오피아의 지배)                 | 독립 이전 (에티오피아의 지배)                 |                                               |                                               |
| 1970년 | 독립 이전 (에티오피아의 지배)                 | 독립 이전 (에티오피아의 지배)                 | 독립 이전 (에티오피아의 지배)                 | 독립 이전 (에티오피아의 지배)                 | 독립 이전 (에티오피아의 지배)                 | 독립 이전 (에티오피아의 지배)                 | 독립 이전 (에티오피아의 지배)                 |                                               |                                               |
| 1974년 | 독립 이전 (에티오피아의 지배)                 | 독립 이전 (에티오피아의 지배)                 | 독립 이전 (에티오피아의 지배)                 | 독립 이전 (에티오피아의 지배)                 | 독립 이전 (에티오피아의 지배)                 | 독립 이전 (에티오피아의 지배)                 | 독립 이전 (에티오피아의 지배)                 |                                               |                                               |
| 1978년 | 독립 이전 (에티오피아의 지배)                 | 독립 이전 (에티오피아의 지배)                 | 독립 이전 (에티오피아의 지배)                 | 독립 이전 (에티오피아의 지배)                 | 독립 이전 (에티오피아의 지배)                 | 독립 이전 (에티오피아의 지배)                 | 독립 이전 (에티오피아의 지배)                 |                                               |                                               |
| 1982년 | 독립 이전 (에티오피아의 지배)                 | 독립 이전 (에티오피아의 지배)                 | 독립 이전 (에티오피아의 지배)                 | 독립 이전 (에티오피아의 지배)                 | 독립 이전 (에티오피아의 지배)                 | 독립 이전 (에티오피아의 지배)                 | 독립 이전 (에티오피아의 지배)                 |                                               |                                               |
| 1986년 | 독립 이전 (에티오피아의 지배)                 | 독립 이전 (에티오피아의 지배)                 | 독립 이전 (에티오피아의 지배)                 | 독립 이전 (에티오피아의 지배)                 | 독립 이전 (에티오피아의 지배)                 | 독립 이전 (에티오피아의 지배)                 | 독립 이전 (에티오피아의 지배)                 |                                               |                                               |
| 1990년 | 독립 이전 (에티오피아의 지배)                 | 독립 이전 (에티오피아의 지배)                 | 독립 이전 (에티오피아의 지배)                 | 독립 이전 (에티오피아의 지배)                 | 독립 이전 (에티오피아의 지배)                 | 독립 이전 (에티오피아의 지배)                 | 독립 이전 (에티오피아의 지배)                 |                                               |                                               |
| 1994년 | 독립 이전 (에티오피아의 지배)                 | 독립 이전 (에티오피아의 지배)                 | 독립 이전 (에티오피아의 지배)                 | 독립 이전 (에티오피아의 지배)                 | 독립 이전 (에티오피아의 지배)                 | 독립 이전 (에티오피아의 지배)                 | 독립 이전 (에티오피아의 지배)                 |                                               |                                               |
| 1998년 | 비회원국                                      | 비회원국                                      | 비회원국                                      | 비회원국                                      | 비회원국                                      | 비회원국                                      | 비회원국                                      |                                               |                                               |
| 2002년 | 2                                             | 0                                             | 1                                             | 1                                             | 0                                             | 4                                             | 1                                             |                                               |                                               |
| 2006년 | 2                                             | 0                                             | 1                                             | 1                                             | 0                                             | 3                                             | 1                                             |                                               |                                               |
| 2010년 | 기권                                          | 기권                                          | 기권                                          | 기권                                          | 기권                                          | 기권                                          | 기권                                          |                                               |                                               |
| 2014년 | 2                                             | 0                                             | 1                                             | 1                                             | 2                                             | 4                                             | 1                                             |                                               |                                               |
| 2018년 | 2                                             | 0                                             | 0                                             | 2                                             | 1                                             | 5                                             | 0                                             |                                               |                                               |
| 2022년 | 2                                             | 0                                             | 0                                             | 2                                             | 1                                             | 4                                             | 0                                             |                                               |                                               |
| 2026년 | 기권                                          | 기권                                          | 기권                                          | 기권                                          | 기권                                          | 기권                                          | 기권                                          |                                               |                                               |
| 합계   | 10                                            | 0                                             | 3                                             | 7                                             | 4                                             | 20                                            | 3                                             |                                               |                                               |
| 순위   | 월드컵 예선 승점 순위 : 201위 (아프리카 50위) | 월드컵 예선 승점 순위 : 201위 (아프리카 50위) | 월드컵 예선 승점 순위 : 201위 (아프리카 50위) | 월드컵 예선 승점 순위 : 201위 (아프리카 50위) | 월드컵 예선 승점 순위 : 201위 (아프리카 50위) | 월드컵 예선 승점 순위 : 201위 (아프리카 50위) | 월드컵 예선 승점 순위 : 201위 (아프리카 50위) | 월드컵 예선 승점 순위 : 201위 (아프리카 50위) | 월드컵 예선 승점 순위 : 201위 (아프리카 50위) |

## 아프리카 네이션스컵
- 1957년 ~ 1994년 - 독립 이전 (에티오피아의 지배)
- 1996년 - 없음[1]
- 1998년 - 비회원국
- 2000년 ~ 2008년 - 예선 탈락
- 2010년 - 기권
- 2012년 ~ 2013년 - 불참
- 2015년 - 기권
- 2017년 ~ 2021년 - 불참

### 아프리카 네이션스컵 (예선)
| 아프리카 네이션스컵 예선 기록                                              | 아프리카 네이션스컵 예선 기록 | 아프리카 네이션스컵 예선 기록 | 아프리카 네이션스컵 예선 기록 | 아프리카 네이션스컵 예선 기록 | 아프리카 네이션스컵 예선 기록 | 아프리카 네이션스컵 예선 기록 | 아프리카 네이션스컵 예선 기록 |
| 년도                                                                       | 경기                          | 승                            | 무*                           | 패                            | 득점                          | 실점                          | 승점                          |
| -------------------------------------------------------------------------- | ----------------------------- | ----------------------------- | ----------------------------- | ----------------------------- | ----------------------------- | ----------------------------- | ----------------------------- |
| 1957년                                                                     | 독립 이전 (에티오피아의 지배) | 독립 이전 (에티오피아의 지배) | 독립 이전 (에티오피아의 지배) | 독립 이전 (에티오피아의 지배) | 독립 이전 (에티오피아의 지배) | 독립 이전 (에티오피아의 지배) | 독립 이전 (에티오피아의 지배) |
| 1959년                                                                     | 독립 이전 (에티오피아의 지배) | 독립 이전 (에티오피아의 지배) | 독립 이전 (에티오피아의 지배) | 독립 이전 (에티오피아의 지배) | 독립 이전 (에티오피아의 지배) | 독립 이전 (에티오피아의 지배) | 독립 이전 (에티오피아의 지배) |
| 1962년                                                                     | 독립 이전 (에티오피아의 지배) | 독립 이전 (에티오피아의 지배) | 독립 이전 (에티오피아의 지배) | 독립 이전 (에티오피아의 지배) | 독립 이전 (에티오피아의 지배) | 독립 이전 (에티오피아의 지배) | 독립 이전 (에티오피아의 지배) |
| 1963년                                                                     | 독립 이전 (에티오피아의 지배) | 독립 이전 (에티오피아의 지배) | 독립 이전 (에티오피아의 지배) | 독립 이전 (에티오피아의 지배) | 독립 이전 (에티오피아의 지배) | 독립 이전 (에티오피아의 지배) | 독립 이전 (에티오피아의 지배) |
| 1965년                                                                     | 독립 이전 (에티오피아의 지배) | 독립 이전 (에티오피아의 지배) | 독립 이전 (에티오피아의 지배) | 독립 이전 (에티오피아의 지배) | 독립 이전 (에티오피아의 지배) | 독립 이전 (에티오피아의 지배) | 독립 이전 (에티오피아의 지배) |
| 1968년                                                                     | 독립 이전 (에티오피아의 지배) | 독립 이전 (에티오피아의 지배) | 독립 이전 (에티오피아의 지배) | 독립 이전 (에티오피아의 지배) | 독립 이전 (에티오피아의 지배) | 독립 이전 (에티오피아의 지배) | 독립 이전 (에티오피아의 지배) |
| 1970년                                                                     | 독립 이전 (에티오피아의 지배) | 독립 이전 (에티오피아의 지배) | 독립 이전 (에티오피아의 지배) | 독립 이전 (에티오피아의 지배) | 독립 이전 (에티오피아의 지배) | 독립 이전 (에티오피아의 지배) | 독립 이전 (에티오피아의 지배) |
| 1972년                                                                     | 독립 이전 (에티오피아의 지배) | 독립 이전 (에티오피아의 지배) | 독립 이전 (에티오피아의 지배) | 독립 이전 (에티오피아의 지배) | 독립 이전 (에티오피아의 지배) | 독립 이전 (에티오피아의 지배) | 독립 이전 (에티오피아의 지배) |
| 1974년                                                                     | 독립 이전 (에티오피아의 지배) | 독립 이전 (에티오피아의 지배) | 독립 이전 (에티오피아의 지배) | 독립 이전 (에티오피아의 지배) | 독립 이전 (에티오피아의 지배) | 독립 이전 (에티오피아의 지배) | 독립 이전 (에티오피아의 지배) |
| 1976년                                                                     | 독립 이전 (에티오피아의 지배) | 독립 이전 (에티오피아의 지배) | 독립 이전 (에티오피아의 지배) | 독립 이전 (에티오피아의 지배) | 독립 이전 (에티오피아의 지배) | 독립 이전 (에티오피아의 지배) | 독립 이전 (에티오피아의 지배) |
| 1978년                                                                     | 독립 이전 (에티오피아의 지배) | 독립 이전 (에티오피아의 지배) | 독립 이전 (에티오피아의 지배) | 독립 이전 (에티오피아의 지배) | 독립 이전 (에티오피아의 지배) | 독립 이전 (에티오피아의 지배) | 독립 이전 (에티오피아의 지배) |
| 1980년                                                                     | 독립 이전 (에티오피아의 지배) | 독립 이전 (에티오피아의 지배) | 독립 이전 (에티오피아의 지배) | 독립 이전 (에티오피아의 지배) | 독립 이전 (에티오피아의 지배) | 독립 이전 (에티오피아의 지배) | 독립 이전 (에티오피아의 지배) |
| [[파일:{{{국기그림-1977}}}\|22x20px\|border \|리비아\|링크=리비아]] 1982년 | 독립 이전 (에티오피아의 지배) | 독립 이전 (에티오피아의 지배) | 독립 이전 (에티오피아의 지배) | 독립 이전 (에티오피아의 지배) | 독립 이전 (에티오피아의 지배) | 독립 이전 (에티오피아의 지배) | 독립 이전 (에티오피아의 지배) |
| 1984년                                                                     | 독립 이전 (에티오피아의 지배) | 독립 이전 (에티오피아의 지배) | 독립 이전 (에티오피아의 지배) | 독립 이전 (에티오피아의 지배) | 독립 이전 (에티오피아의 지배) | 독립 이전 (에티오피아의 지배) | 독립 이전 (에티오피아의 지배) |
| 1986년                                                                     | 독립 이전 (에티오피아의 지배) | 독립 이전 (에티오피아의 지배) | 독립 이전 (에티오피아의 지배) | 독립 이전 (에티오피아의 지배) | 독립 이전 (에티오피아의 지배) | 독립 이전 (에티오피아의 지배) | 독립 이전 (에티오피아의 지배) |
| 1988년                                                                     | 독립 이전 (에티오피아의 지배) | 독립 이전 (에티오피아의 지배) | 독립 이전 (에티오피아의 지배) | 독립 이전 (에티오피아의 지배) | 독립 이전 (에티오피아의 지배) | 독립 이전 (에티오피아의 지배) | 독립 이전 (에티오피아의 지배) |
| 1990년                                                                     | 독립 이전 (에티오피아의 지배) | 독립 이전 (에티오피아의 지배) | 독립 이전 (에티오피아의 지배) | 독립 이전 (에티오피아의 지배) | 독립 이전 (에티오피아의 지배) | 독립 이전 (에티오피아의 지배) | 독립 이전 (에티오피아의 지배) |
| 1992년                                                                     | 독립 이전 (에티오피아의 지배) | 독립 이전 (에티오피아의 지배) | 독립 이전 (에티오피아의 지배) | 독립 이전 (에티오피아의 지배) | 독립 이전 (에티오피아의 지배) | 독립 이전 (에티오피아의 지배) | 독립 이전 (에티오피아의 지배) |
| 1994년                                                                     | 독립 이전 (에티오피아의 지배) | 독립 이전 (에티오피아의 지배) | 독립 이전 (에티오피아의 지배) | 독립 이전 (에티오피아의 지배) | 독립 이전 (에티오피아의 지배) | 독립 이전 (에티오피아의 지배) | 독립 이전 (에티오피아의 지배) |
| 1996년                                                                     | 없음                          | 없음                          | 없음                          | 없음                          | 없음                          | 없음                          | 없음                          |
| 1998년                                                                     | 비회원국                      | 비회원국                      | 비회원국                      | 비회원국                      | 비회원국                      | 비회원국                      | 비회원국                      |
| 2000년                                                                     | 8                             | 1                             | 1                             | 6                             | 4                             | 17                            | 4                             |
| 2002년                                                                     | 2                             | 1                             | 0                             | 1                             | 3                             | 6                             | 3                             |
| 2004년                                                                     | 6                             | 1                             | 0                             | 5                             | 1                             | 7                             | 3                             |
| 2006년                                                                     | 2                             | 0                             | 1                             | 1                             | 0                             | 3                             | 1                             |
| 2008년                                                                     | 6                             | 2                             | 3                             | 1                             | 5                             | 8                             | 9                             |
| 2010년                                                                     | 기권                          | 기권                          | 기권                          | 기권                          | 기권                          | 기권                          | 기권                          |
| 2012년                                                                     | 불참                          | 불참                          | 불참                          | 불참                          | 불참                          | 불참                          | 불참                          |
| 2013년                                                                     | 불참                          | 불참                          | 불참                          | 불참                          | 불참                          | 불참                          | 불참                          |
| 2015년                                                                     | 기권                          | 기권                          | 기권                          | 기권                          | 기권                          | 기권                          | 기권                          |
| 2017년                                                                     | 불참                          | 불참                          | 불참                          | 불참                          | 불참                          | 불참                          | 불참                          |
| 2019년                                                                     | 불참                          | 불참                          | 불참                          | 불참                          | 불참                          | 불참                          | 불참                          |
| 2021년                                                                     | 불참                          | 불참                          | 불참                          | 불참                          | 불참                          | 불참                          | 불참                          |
| 합계                                                                       | 24                            | 5                             | 5                             | 14                            | 13                            | 41                            | 20                            |

## 주요 선수
- 욘스 솔로몬
- 압둘라히 압두라흐만
- 헤녹 고이톰